# Лонг (окръг, Джорджия)
Вижте пояснителната страница за други значения на Лонг.
Окръг Лонг (на английски: Long County) е окръг в щата Джорджия, Съединени американски щати. Площта му е 1044 km², а населението - 11 083 души. Административен център е град Лудъуисий.